# Avelino Méndez Rangel
Avelino Méndez Rangel (Ciudad de México, 26 de noviembre de 1958-Ibídem, 25 de enero de 2021) fue un político mexicano, miembro del partido Movimiento Regeneración Nacional (Morena), fue, entre otros cargos, diputado federal y jefe delegacional de Xochimilco.

## Reseña biográfica
Avelino Méndez Rangel fue médico veterinario zootecnista egresado de la Universidad Nacional Autónoma de México. Laboró en el Instituto Mexicano del Seguro Social y en la Secretaría de Agricultura y Recursos Hidráulicos. Perteneció desde joven a organizaciones de izquierda, siendo miembro sucesivamente del Partido Mexicano de los Trabajadores, el Partido Mexicano Socialista, el Partido de la Revolución Democrática y Morena.
Ocupó diversos cargos en la estructura de estas organizaciones políticas en Xochimilco, siendo entre 1999 y 2002 secretario general del Comité Ejecutivo Delegacional del PRD en Xochimilco y miembro y fundador del Frente Democrático Xochimilca.
De 2003 a 2005 fue director general de medio ambiente y desarrollo rural en la Delegación Xochimilco, de 2006 a 2009 fue diputado a la IV Legislatura de la Asamblea Legislativa del Distrito Federal en representación del distrito 39, y en la que ocupó los cargos de presidente de la Comisión de Desarrollo Rural; vicepresidente de la Comisión de Preservación del Medio Ambiente y Protección Ecológica; secretario la Comisión de Gestión Integral del Agua y del Comité de Asuntos Internacionales e integrante de la Comisión de Cultura.
Dejó la diputación local para ser postulado y electo diputado federal a la LXI Legislatura del Congreso de la Unión por el distrito 21 del Distrito Federal; en ella fue secretario de las comisiones de Desarrollo Metropolitano; Especial de la Cuenca Lerma-Chapala-Santiago; Especial en Materia de Protección Civil; e intrante de las del Centro de Estudios para el Desarrollo Rural Sustentable y la Soberanía Alimentaria; y de Desarrollo Rural.
En 2015 renunció a su militancia en el PRD y se unión a Morena, que lo postuló como candidato a jefe delegacional de Xochimilco, triunfando en las elecciones de ese año, ejerciendo el cargo entre el 1 de octubre de 2015 y el 30 de septiembre de 2018. Al término de su cargo, pasó a ocupar la subsecretaría de Programas de Alcaldías y Reordenamiento de la Vía Pública de la secretaría de Gobierno de la Ciudad de México en la administración de la jefa de gobierno Claudia Sheinbaum.
Murió en ejercicio del último cargo el 25 de enero de 2021 a causa de la enfermedad por coronavirus.